# Балка Рубіжна
Балка Рубіжна — балка (річка) в Україні у Вовчанському районі Харківської області. Права притока річки Сіверського Дінця (басейн Дону).

## Опис
Довжина балки приблизно 9,08 км, найкоротша відстань між витоком і гирлом — 7,30 км, коефіцієнт звивистості річки — 1,24. Формується декількома балками та загатами. На деяких ділянках балка пересихає.

## Розташування
Бере початок у селі Байрак. Тече переважно на північний схід через село Рубіжне і впадає у річку Сіверський Донець.